# Дахталия
Дахтали́я (укр. Дахталія) — село на Украине, находится в Крыжопольском районе Винницкой области.
Код КОАТУУ — 0521981801. Население по переписи 2001 года составляет 444 человека. Почтовый индекс — 24614. Телефонный код — 4340.
Занимает площадь 1,928 км².

## Религия
В селе действует Свято-Димитровский храм Крыжопольского благочиния Могилёв-Подольской епархии Украинской православной церкви.

## Адрес местного совета
24614, Винницкая область, Крыжопольский р-н, с. Дахталия, ул. Ленина, 1